# Contea di Gilmer (Virginia Occidentale)
La contea di Gilmer ( in inglese Gilmer County ) è una contea dello Stato della Virginia Occidentale, negli Stati Uniti. La popolazione al censimento del 2000 era di 7 160 abitanti. Il capoluogo di contea è Glenville.